# Tatra Mică
Tatra Mică (în slovacă  Nízke Tatry, în germană Niedere Tatra) sunt un lanț muntos care fac parte din grupa munților Tatra, Carpații de Vest, Slovacia. Ei sunt amplasați la sud-vest de munții Tatra Mare.

## Geografie
Masivul este alcătuit din munții:
- Ďumbierske Tatry in vest, denumiți după muntele  Ďumbier
- Kráľovohoľské Tatryin est, denumiți după muntele Kráľova hoľa

Grupa munților din vest Starohorské vrchy și cei situați la nord-est de Popprad, lanțul munților Kozie chrbty nu mai sunt considerați ca munți ce aparțin de Tatra Mică ci ca masiv de sine stătător.
Principalul lanț muntos are o lungime de 95 km și o orientare est-vest cu înălțimi de 1500 m, excepție face zona centrală între trecătorile Čertovica și Priehyba, care sunt în general împăduriți cu munții mai înalți Ďumbier ( 2.043,4 m) și Chopok (2.023,6 m). Din lanțul muntos central se ramifică lanțuri secundare lungi spre nord, iar spre sud relieful coboară brusc. Regiunea cea mai cunoscută a munțiloe este Valea Demanova „Demänovská dolina” (Demänova-Tal) unde se află localitatea Demänovská Dolina renumită prin pârtiile de schi.
Tatra Mică este limitată:
- la nord de Valea lui Váh germană Waag; maghiară Vág
- la nord-est de Kozie chrbty
- la est de Parcul național Paradis slovac
- la sud de Valea lui Hron
- la sud-vest de Starohorské vrchy
- la nord-vest de Veľká Fatra

## Vârfuri mai înalte
- Ďumbier, 2.043,4 m
- Štiavnica, 2.025,3 m
- Chopok, 2.023,6 m
- Dereše, 2.003,5 m
- Skalka, 1.980,1 m
- Chabenec, 1.955,0 m
- Kráľova hoľa, 1.946,1 m
- Kotiská, 1.936,9 m
- Krúpova hoľa, 1.927,5 m
- Zákľuky, 1.914,5 m
- Poľana (Niedere Tatra), 1.889,7 m
- Bôr, 1887,6 m
- Konské, 1.882,3 m
- Stredná hoľa, 1.875,9 m
- Baňa, 1.859,1 m
- Žiarska hoľa, 1.840,5 m
- Orlová, 1.840,4 m
- Králička, 1.807,4 m
- Bartková, 1.790,2 m
- Veľký Gápeľ, 1,776,5 m
- Veľká Chochuľa, 1.753,2
- Krakova hoľa, 1.751,6 m
- Ďurková, 1.749,8 m
- Ludárova hoľa, 1731,6 m
- Veľký bok, 1.727,1 m

## Localități din regiune
- Poprad (Deutschendorf)
- Liptovský Mikuláš (Liptau-Sankt-Nikolaus)
- Ružomberok (Rosenberg)
- Liptovský Hrádok
- Brezno (Bries)
- Jasná (regiune de schi)
- Čertovica